# Sint-Columbakerk (Deerlijk)

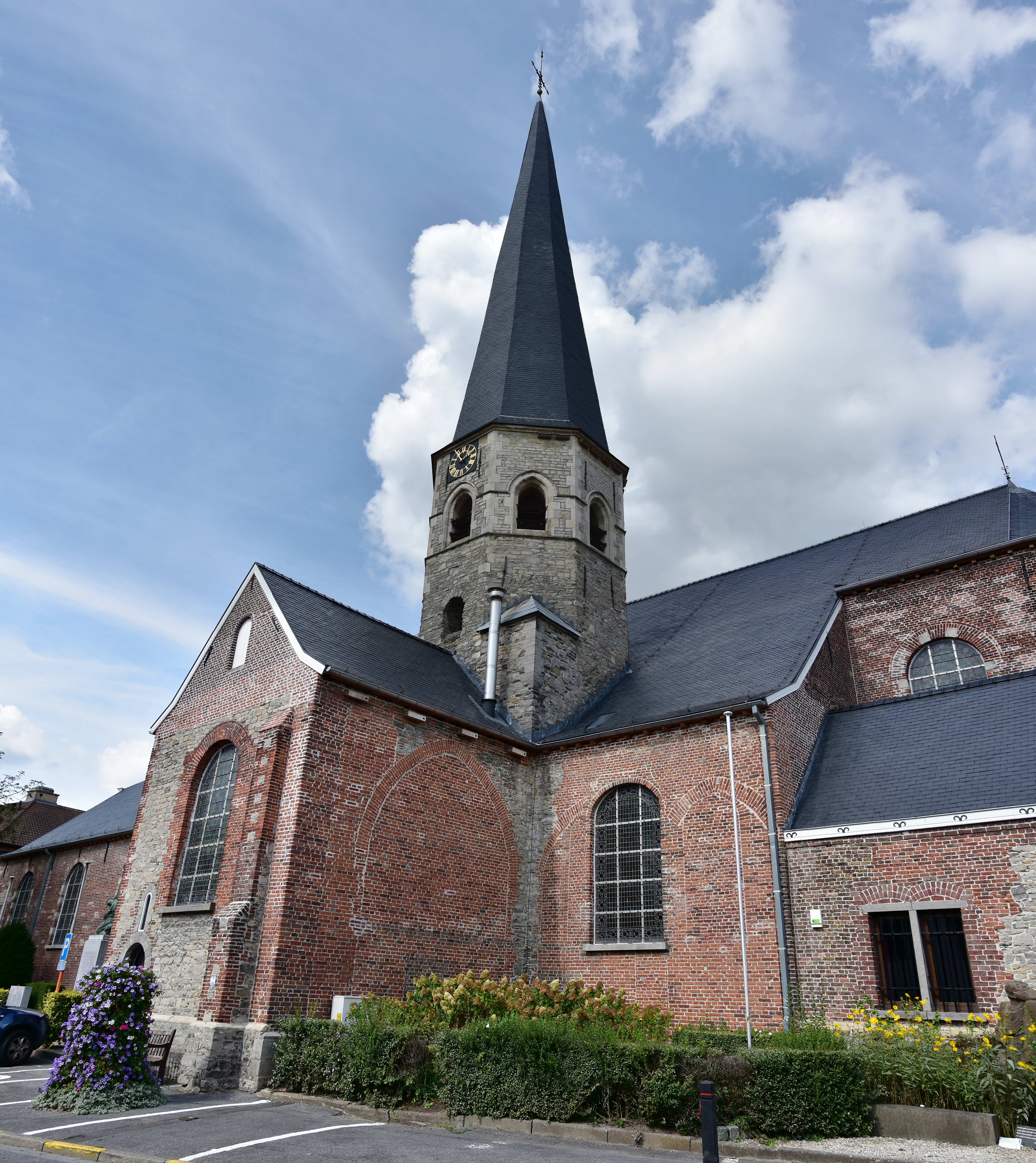
De Sint-Columbakerk (2020)

De Sint-Columbakerk is een neoclassicistische kerk waarvan de oudste delen uit de 12de eeuw stammen. Ze bevindt zich in het centrum van de gemeente Deerlijk. De kerk is toegewijd aan Columba van Sens, patrones van de parochie Deerlijk, waarmee het de enige kerk in Vlaanderen is die aan deze heilige is toegewijd.

## Geschiedenis

### Oudere kerken
Volgens een legende zou de kerk gesticht zijn in 654 door Sint-Amandus. In de tweede helft van de 12de eeuw werd een eerder (wellicht houten) bedehuisje vervangen door een romaanse kruiskerk, vervaardigd uit Doornikse blauwsteen. Deze kerk had een vieringtoren, een vlak afgesloten koor, een dwarsbeuk en een driebeukig schip. In 1181 stond Evrardus (Everhard) van Avesnes, bisschop van Doornik, het altare [kerkgebouw] de Trelleke af aan het Doornikse kapittel. Daarmee plaatste hij de kerk onder het patronaat van de kanunniken van het kapittel, verbonden aan zijn Onze-Lieve-Vrouwekathedraal. Dit kapittel stond voortaan in voor de bouw- en onderhoudswerken van de kerk. Om deze te bekostigen kregen de kanunniken van de bisschop het recht om tienden (kerkelijke belastingen) te heffen. Naast het Onze-Lieve-Vrouwekapittel van Doornik inde in Deerlijk ook het Sint-Salvatorkapittel van Harelbeke de tienden.
In de daaropvolgende eeuwen (wanneer precies is niet geweten) werd de romaanse kruiskerk te klein. Ze werd verbouwd tot een ruimere hallenkerk, waardoor de beuken en de koren op gelijke hoogte kwamen. Van de oorspronkelijke kerk bleven de vieringtoren en de middenbeuk volledig behouden, de dwarsbeuk en het koor deels.
Aan het einde van de 16de eeuw lag de kerk gedeeltelijk in puin, waarschijnlijk door de Beeldenstorm, een geuzenopstand of door strooptochten van Oostendse vrijbuiters. Vermoedelijk werd van de gelegenheid gebruik gemaakt om bij de herstellingswerken begin 17de eeuw de kerk ingrijpend te verbouwen tot een tweebeukig geheel. Daarbij werden de zuidbeuk en het zuidkoor gesloopt en de doorgangen in het transept en het koor dichtgemaakt. De romaanse toren kreeg een laatgotische klokkenverdieping in zandsteen en een hogere spits.
De oudste afbeelding van de kerk dateert uit 1607; in het landboek van Deerlijk uit 1747 is ze afgebeeld als een tweebeukig geheel met vieringtoren. Rond het gebouw ligt een ommuurd kerkhof. Losstaand van de kerk is ook de Sint-Columbakapel (voor het eerst vermeld in 1440) te zien, een aloud en belangrijk bedevaartsoord.
In 1667, 1724, 1735-1736 en 1764-1767 voerde men herstellingen uit aan de kerk.

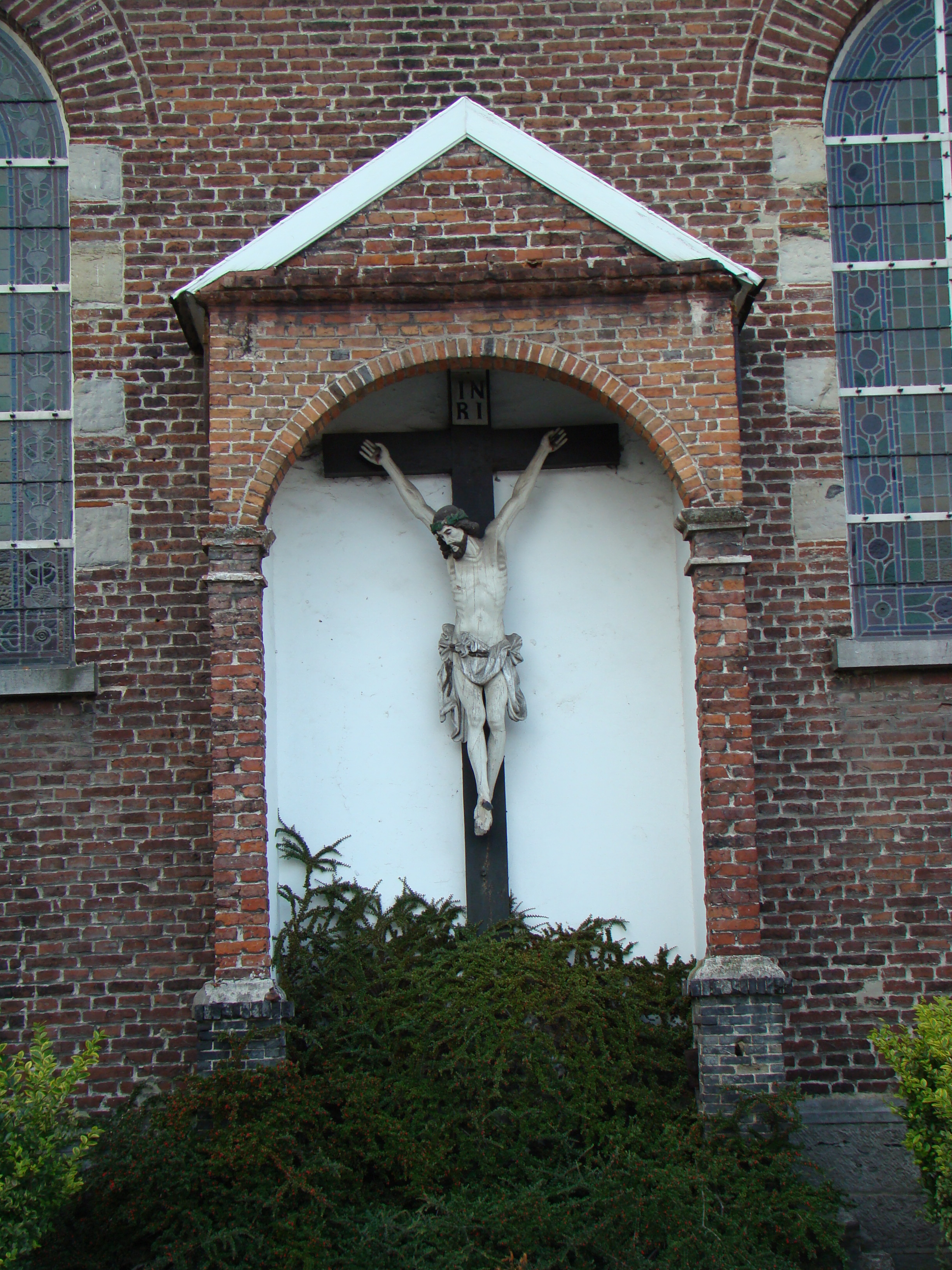
Zijkapel met Christus aan het kruis

### Huidige kerk
Zoals ze er nu uitziet, dateert de kerk van het jaar 1774. In dat jaar werd het huidige neoclassicistische bouwwerk opgericht. Het ontwerp was van architect Simon Steyt uit Kortrijk; de uitvoering van de werken stond onder leiding van architect Laurent-Benoît Dewez, die ook de Harelbeekse Sint-Salvatorkerk bouwde. Meester-metselaar J.B. Philippart werd aangeduid als aannemer. De benodigde stenen werden ter plaatse in ovens gebakken en met een lange platte kruiwagen naar de werf gevoerd. Waarschijnlijk vingen de werken aan midden 1774. 
Schip en koor van de verbouwde kerk kwamen nu onder één dak te liggen. Van het oude gebouw bleven alleen de toren, de zuidelijke dwarsbeuk en delen van het koor bewaard. De toren werd geïntegreerd in de zuidelijke zijbeuk. Intussen was de naastgelegen Sint-Columbakapel verdwenen onder de slopershamer en het Sint-Columbaretabel overgebracht naar de vernieuwde kerk. 
In 1776 werd de kerk ingewijd, hoewel de werken nog niet waren afgerond. 
De laatste af te breken delen van de romaanse kerk verdwenen pas in 1788. Op een lavistekening van Serafijn Vermote uit 1813 is de vernieuwde Sint-Columbakerk centraal te zien, met nog weinig bebouwing en veel vegetatie in de omgeving.
Door hevige stormen raakte de kerk zowel in 1800 als in 1836 zwaar beschadigd aan het dak. In 1891 sloeg de bliksem in op de torenspits. Het bovenste deel van de toren brandde daardoor volledig uit.
In 1902 kwam er een toegang tot de kerk in de zuidelijke transeptarm, het in de volksmond bekend geworden Klein Deurke.
Tegen de zuidelijke zijbeuk is een kapel te zien van omtrent 1832 met Christus aan het kruis. Het houten beeld is ouder. Een soortgelijke kapel - opgetrokken ter ere van Onze-Lieve-Vrouw van Smarten - is aangebouwd tegen de noordelijke zijbeuk en dateert van 1948.
Na de Eerste en de Tweede Wereldoorlog constateerde men relatief lichte schade aan de kerk. Herstellingen volgden al snel.
Bij Koninklijk Besluit van 6 mei 1985 werd het gebouw beschermd als monument.
In 1987 was er de restauratie van de toren van de kerk onder leiding van architect Pauwels uit Kortrijk. Meest recent was een diepgaande renovatie van het kerkgebouw, in 2017-2018 (zie verder).

## Interieur

### Architectuur
Het interieur van de kerk is neoclassicistisch. De hoge, vlakke muren en plafonds zijn bepleisterd en witgeschilderd met strenge ordening van de volumes en zuinige stucornamentatie. De scheibogen zijn rondbogig en rusten op zuilen met een ronde sokkel en kapiteel en aan de top een vierkante afdekplaat.

### Kunstschatten

#### Sint-Columbaretabel
Het pronkstuk van de kerk is het Sint-Columbaretabel, vermoedelijk gemaakt rond 1535 in een Kortrijks atelier in opdracht van Jan de Costere, heer van Deerlijk. Er was een volledige restauratie van het retabel in de periode 1982-1988. Deze restauratie vond plaats in het gerenommeerde Koninklijk Instituut voor het Kunstpatrimonium (KIK) in Brussel.

#### Overige kunstschatten
Het hoogkoor en -altaar zijn in classicistische stijl en dateren uit 1779. Ze zijn van de hand van timmerman Jean Casaer en beeldhouwer Petrus Van Reable, beiden uit Kortrijk. Voor de lambrisering gebruikte Casaer mahoniehout, net zoals bij zijn eerdere dergelijke realisatie in de Onze-Lieve-Vrouwekerk in Kortrijk. Van Reable stond in voor het beeldhouwwerk, medaillons, trofeeën en guirlandes. Hij werkte deze uit in Lodewijk XVI-stijl. In een stralenkrans verbeeldt een vrouwenbuste met engelkopjes de Heilige Columba en onder het altaar symboliseert een kleine vergulde sarcofaag die van Sint-Columba.
In 1954 werden diverse aanpassingen doorgevoerd in het hoogkoor. Gustaaf Delafontaine, beeldhouwer uit Menen, verving toen de vier oorspronkelijke eikenhouten medaillons die de Latijnse Kerkvaders Ambrosius, Augustinus, Gregorius en Hiëronymus voorstellen, door gipsen kopieën. De originelen bleven echter bewaard. Op de koepel van het tabernakel kwam een nieuw, kleiner kruisbeeld met Christus, eveneens vervaardigd door Delafontaine. Het eerdere kruisbeeld belemmerde immers het zicht op het grote schilderij boven het hoofdaltaar, de Balseming van Christus, een doek uit 1785 van Kortrijkzaan Emmanuel Taffin. Tegelijk met het nieuwe kruisbeeld kwam er een kopie van voornoemd werk, vervaardigd door kunstschilder Georges Dheedene uit Zulte. In hetzelfde jaar maakte Dheedene ook grote muurschilderingen in het koor. Op de linker muurschildering is het overlijden van Maria te zien, in aanwezigheid van de apostelen. Rechts worden de Heilig-Hartfeesten in Deerlijk van 21 juni 1953 in herinnering gebracht.
Vooraan in de noord- en zuidbeuken van de kerk staan twee zijaltaren. Boven het noordelijke altaar staat een beeld van Onze-Lieve-Vrouw, boven dat ten zuiden een beeld van Sint-Amandus. De altaren werden opgericht in 1788 door Louis Verbeke, timmerman van Kortrijk en de eerder vermelde beeldhouwer Petrus Van Reable. Het hoogkoor diende duidelijk als inspiratie voor deze werken. Onder het altaar voor Onze-Lieve-Vrouw is een laag reliëf aangebracht dat Christus verbeeldt, verschijnend aan Maria Magdalena. Twee grote medaillons links en rechts van het altaar verbeelden de Boodschap en de Bezoeking, twee kleinere medaillons Sancta Maria en de Dei Genetrix. Onder het Sint-Amandusaltaar is er een laag reliëf te zien met een voorstelling uit het leven van de heilige, net zoals bij de twee grote, flankerende medaillons. De kleinere medaillons tonen Sint-Amandus en de Defensor Fidei.
Naast het schilderij van Georges Dheedene (zie hoger) bezit de Sint-Columbakerk nog acht andere schilderijen. Ze dateren allemaal uit de 17de-18de eeuw, met uitzondering van het doek Elisabeth, Zacharias, Maria en kind, Sint-Janneke, geschilderd door Jan van Hemessen in de periode 1540-1556. Dit werk werd in 1989 gerestaureerd door het Koninklijk Instituut voor het Kunstpatrimonium (KIK) te Brussel.
Met de beelden in de zijaltaren inbegrepen (zie hoger) staan er in de Sint-Columbakerk zeven beeldhouwwerken, waaronder een 18de-eeuws Sint-Elooisbeeld uit lindehout. Deze heilige is hier afgebeeld als bisschop, met mijter en staf. Dit beeld stond nog in de oude kerk. De overige beelden dateren uit de 19de eeuw.
De laat-18de-eeuwse communiebank (1785) is uit smeedijzer vervaardigd en deels verguld. In 1872 werd hij verlengd. Een deel van de bank staat nu achteraan de zuidbeuk en sluit de ruimte voor het Sint-Columbaretabel af.
Voorts zijn er een preekstoel en vier biechtstoelen. De preekstoel dateert uit het eerste kwart van de 18de eeuw en is gemaakt van eikenhout. De trap is uit de 19de eeuw, de sokkel uit 1954. De vier biechtstoelen zijn tevens van eikenhout en gemaakt in de 18de eeuw. De twee oudste (vooraan in de kerk) komen nog uit de oude kerk, de andere twee (achteraan) zijn gemaakt tussen 1788 en 1797.
De koorzitmeubelen bestaan uit mahoniehout in Lodewijk XIII- en Lodewijk XV-stijlen. Ze dateren uit de 19de eeuw.
In het hoogkoor staat een doopvont, geschonken in 1873 door de Deerlijkse industrieel André Louis Ovelacq-Bury. Ze is gemaakt van wit marmer met een koperen deksel, de sokkel van zachte steen.
Het orgel is van 1907 en gebouwd door Théophile Delmotte uit Doornik, een van zijn laatste creaties. Het instrument is een schenking van Nathalie Catteleyn, weduwe Vromant. De orgelkast is in eik en werd gebouwd door de Deerlijkse schrijnwerker Gentiel Vandenbroucke. Tijdens de Eerste Wereldoorlog raakte het geheel beschadigd en werd naderhand hersteld. In 1998-2000 kreeg het een grondige opknapbeurt.
De Sint-Columbakerk beschikt over vier klokken. Eén daarvan staat intussen opgesteld in de kerk. Dit is het zgn. “schelleke”, de enige klok die in juli 1943 niet door de Duitse bezetter werd opgeëist en afgevoerd. De klok is van 1823, maar werd in 1858 vergroot en hergoten. Ze weegt 200 kg. De Duitsers namen de drie andere klokken wel mee. Na de oorlog werden ze niet teruggevonden en er werden nieuwe besteld. In 1950 volgde de wijding van de drie nieuwe klokken: Columba (1.385 kg), Aloysius (1.074 kg) en Maria (788 kg).
In het begin van de 20ste eeuw kreeg de kerk gekleurde glasramen. In de Eerste Wereldoorlog raakten ze beschadigd. Kort na de oorlog werden deze door Alfons Vincent, glasschilder uit Brugge, vervangen. In 1991 was er een grondige restauratie van alle glasramen. In het koor zijn er ramen met afbeeldingen te zien van de Pelikaan, Kelk en Hostie, het Lam Gods en de Tafel der Broden. De andere ramen bestaan uit gekleurd glas met een rand van loofwerk.

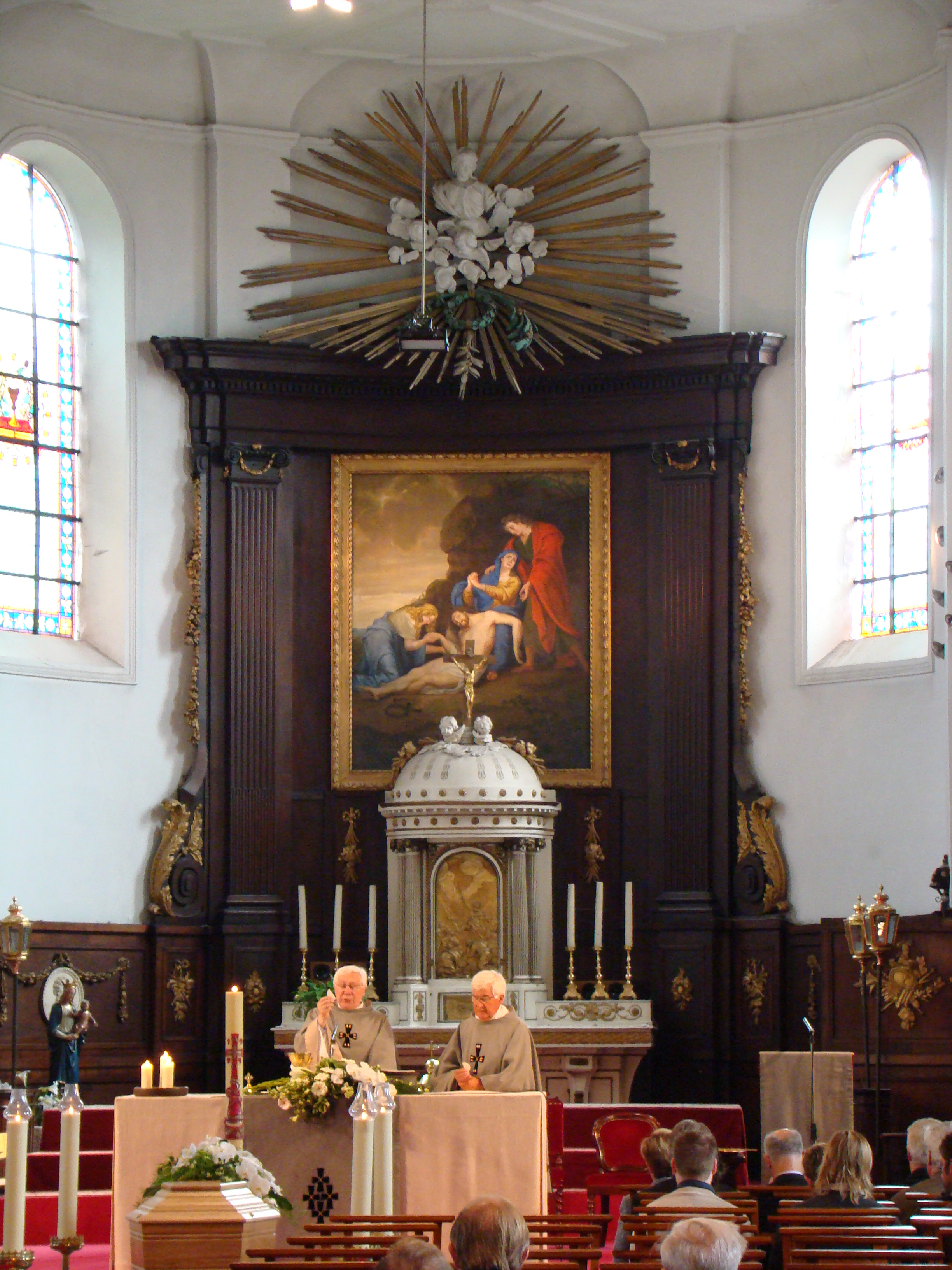
Hoogaltaar met een kopie van het schilderij van Emmanuel Taffin
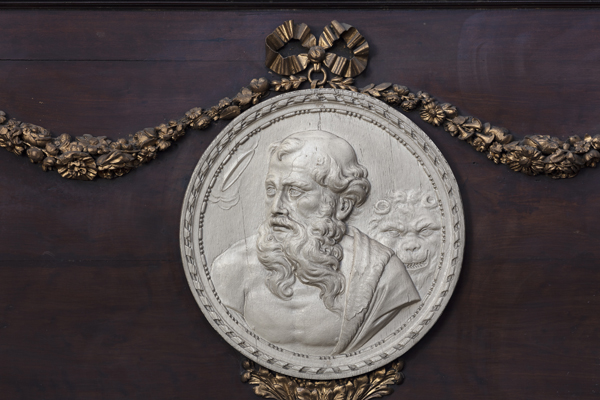
Medaillon met kerkvader Hiëronymus
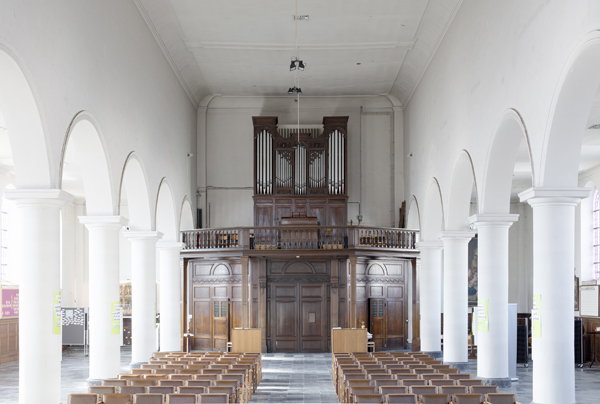
Orgel
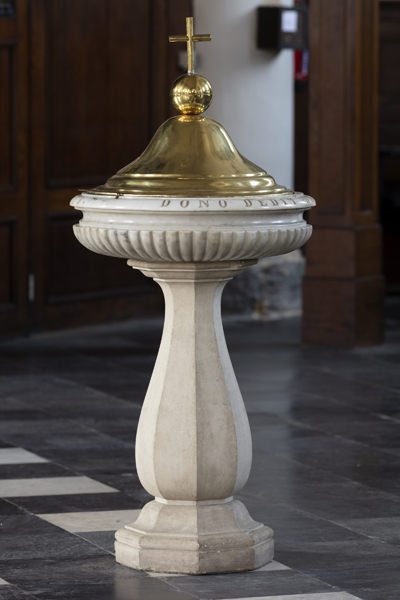
Doopvont

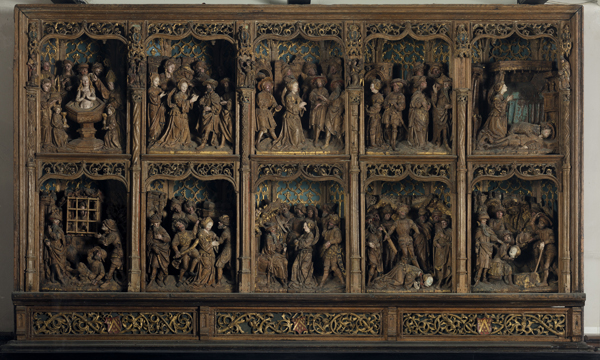
Sint-Columbaretabel (overzicht)
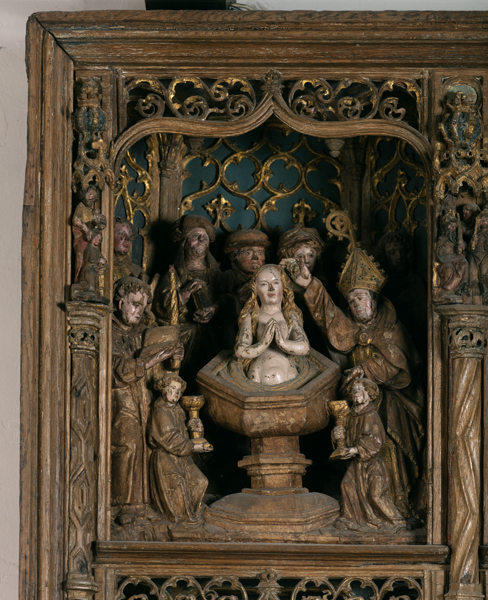
Tafereel 1: de doop van Columba
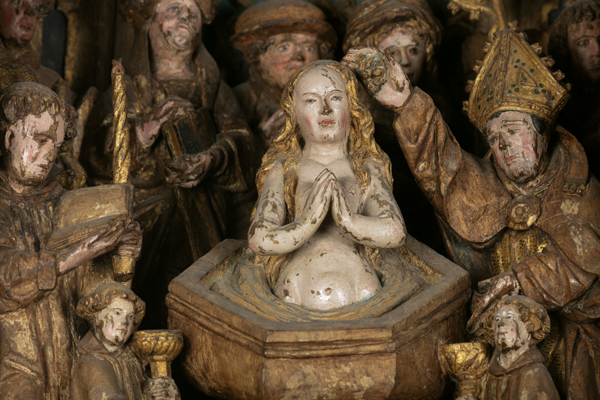
Tafereel 1: de doop van Columba (detail)
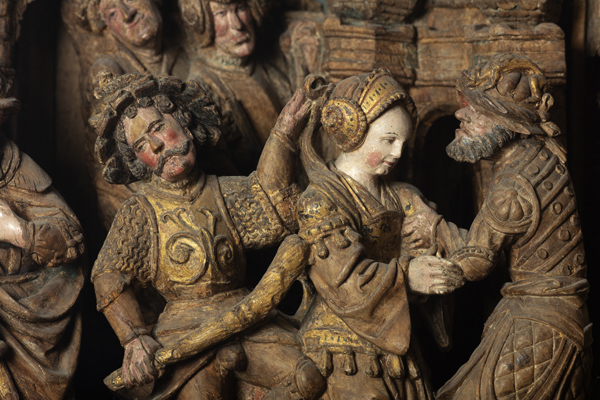
Tafereel 7: Columba weer opgepakt

## Restauratie van 2017-2018

### Toekenning premie
In april 2014 kende Vlaams Minister van Onroerend Erfgoed Geert Bourgeois een premie toe van 666.353 euro voor een ingrijpende restauratie en isolatie van de daken en de gevels van de Sint-Columbakerk.

### De werken
In september 2017 werd begonnen met het plaatsen van steigers rond de kerk. Er werd voorzien in acht maanden voor de realisatie, maar uiteindelijk zouden de werken dubbel zo lang duren en zo’n 1 miljoen euro kosten.
Het grootste deel van het budget (651.000 euro) ging naar het herstel van het baksteenmetselwerk, de natuursteen en de voegen van de gevels. Daarnaast werden de dakconstructie hersteld en de asbestleien op het dak vervangen door natuurleien. Ook werd de elektriciteit verbeterd en de brandbeveiliging vernieuwd. In een tweede fase (41.000 euro) werd de isolatie van het plafond aangepakt en de bevestiging van het plafond aan de moerbalken verstevigd. Op de zolders werd zo’n zes ton stof en vuil verwijderd en looppaden met leuningen en verlichting aangebracht.

### Bescherming van de gierzwaluwenkolonie
Aan de Sint-Columbakerk huist al jaren een gierzwaluwenkolonie van zo’n twintig koppels. Deze vogels hadden hun nest gebouwd in barsten en spleten in het metselwerk onder de dakgoot (de steenplaat). Door de restauratiewerken zouden de nesten verdoken zitten achter bouwstellingen en de spleten gedicht worden.
De vrees ontstond dat de vogels definitief zouden terugkeren naar hun overwinteringsplaats in het zuiden. Het gemeentebestuur werkte daarom samen met Natuurpunt Gaverstreke om de kolonie te redden. De provincie West-Vlaanderen schonk 18 speciale nestkasten. Acht daarvan werden op de toren geplaatst, boven de werf. Na een klein jaar waren alle nestkasten bewoond, iets wat normaal gezien jaren duurt. Na de beëindiging van de renovatie hing men de tien resterende kasten aan een zijgebouw en na een tijd waren ook enkele van deze ontdekt door de gierzwaluwen. Om extra ruimte te creëren voor de vogels was voor de werken beslist om de steenplaat niet volledig te dichten, maar enkele spleten open te laten. Deze openingen bleven voorlopig onaangeroerd. De gierzwaluwenkolonie in Deerlijk is een van de succesvolste in de regio.

## Omgeving

### Kerkhof
Tot 1925 werd nog begraven rond de Sint-Columbakerk. Door plaatsgebrek en de beoogde verbetering van de verkeerscirculatie op de Plaats werd besloten om het oude kerkhof geleidelijk te verlaten en een nieuwe dodenakker in gebruik te nemen in de Hoogstraat. Tegen het einde van de jaren 1930 was dit proces voltooid.
Na de Eerste Wereldoorlog lagen er rond de Sint-Columbakerk een tijdje Engelse en Duitse militairen begraven, naast één Franse en één Belgische soldaat. Allen werden vóór 1930 overgebracht naar militaire kerkhoven, met uitzondering van de Belg wiens graf zelfs niet naar de Hoogstraat werd verhuisd en om onbekende reden verdween.

### Standbeelden

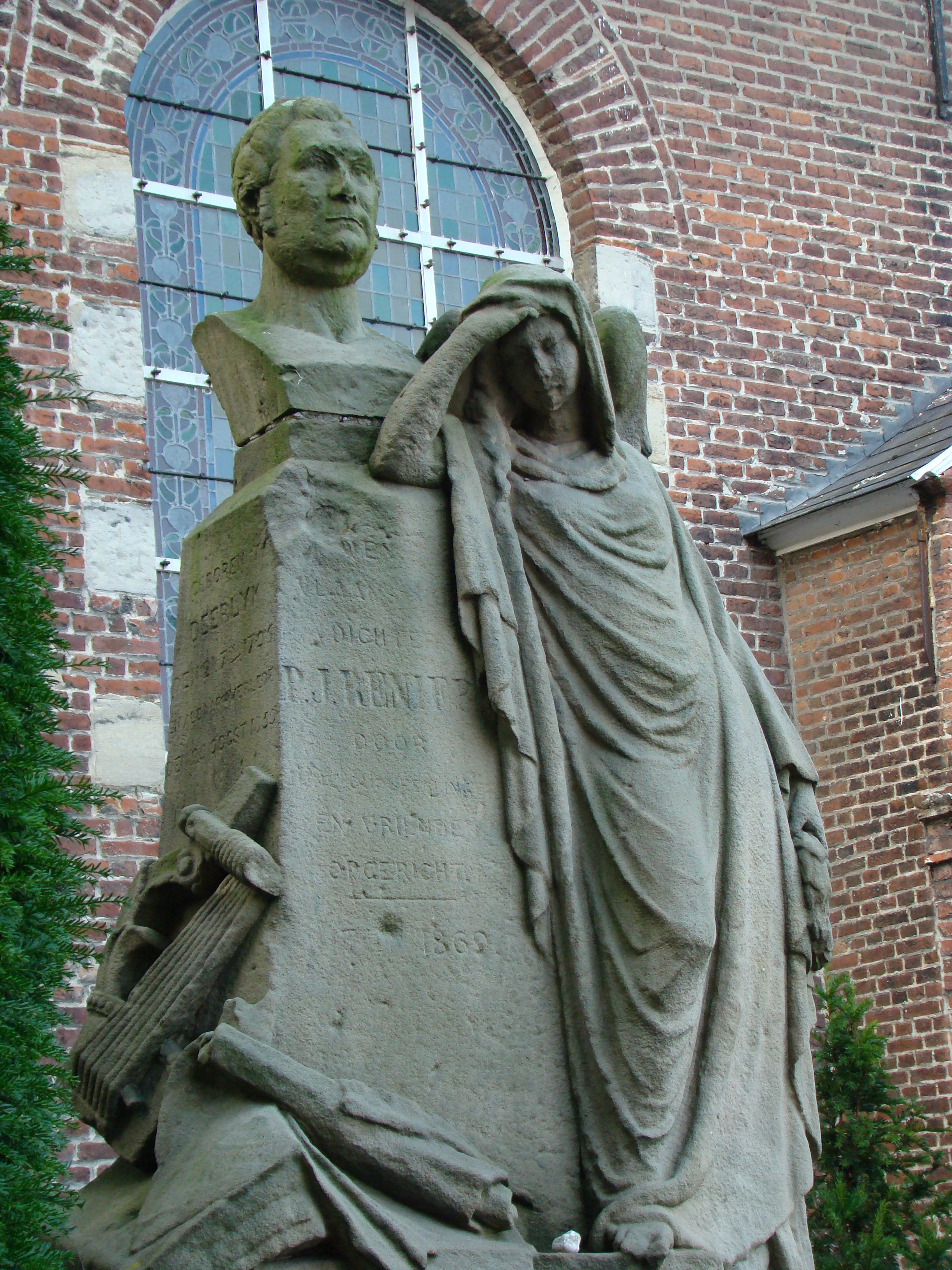
Standbeeld voor Pieter Jan Renier

In 1869 kwam er op het kerkhof een standbeeld ter ere van Pieter Jan Renier, dat na 50 jaar het gezelschap kreeg van een eerste monument voor de gesneuvelden, in de volksmond De Dikke Bertha genoemd. Na het ontruimen van het kerkhof werd het oorlogsmonument achteruitgeschoven naar de zuidgevel van de kerk en later wisselden de monumenten van plaats. In 1952 werd het oude oorlogsmonument vervangen door een nieuw, dat bekend werd onder de naam Het Heilig Hart. De positie van de standbeelden bleef tot op heden ongewijzigd.
In 1951 werd ten noordwesten van de kerk een borstbeeld opgericht voor Hugo Verriest en in 1982 werden het grafmonument en het graf van René De Clercq overgebracht naar Deerlijk en ten zuidoosten van de kerk geplaatst.

### Kerkplein
De omgeving van de Sint-Columbakerk was vanaf 1927 onderverdeeld in drie delen: het Hugo Verriestplein ten noorden, het Pieter Jan Renierplein en de Plaats ten westen, oosten en zuiden van de kerk. Op het einde van de jaren 1960 verdween deze ingewikkelde situatie. Het Hugo Verriestplein verloor toen zijn naam en werd opnieuw een deel van de Hoogstraat. De andere pleinen (eigenlijk straten) daarentegen kregen een nieuwe naam: Kerkplein.